# Melaleuca armillaris
Melaleuca armillaris là một loài thực vật bản địa Nam Úc và Victoria ở đông nam Australia. Nó có một phụ loài, Melaleuca armillaris sub. akineta, mọc ở Nam Úc.
Loài cây này cao đến 5 mét. Đây là loài cây được trồng ở công viên và vườn.

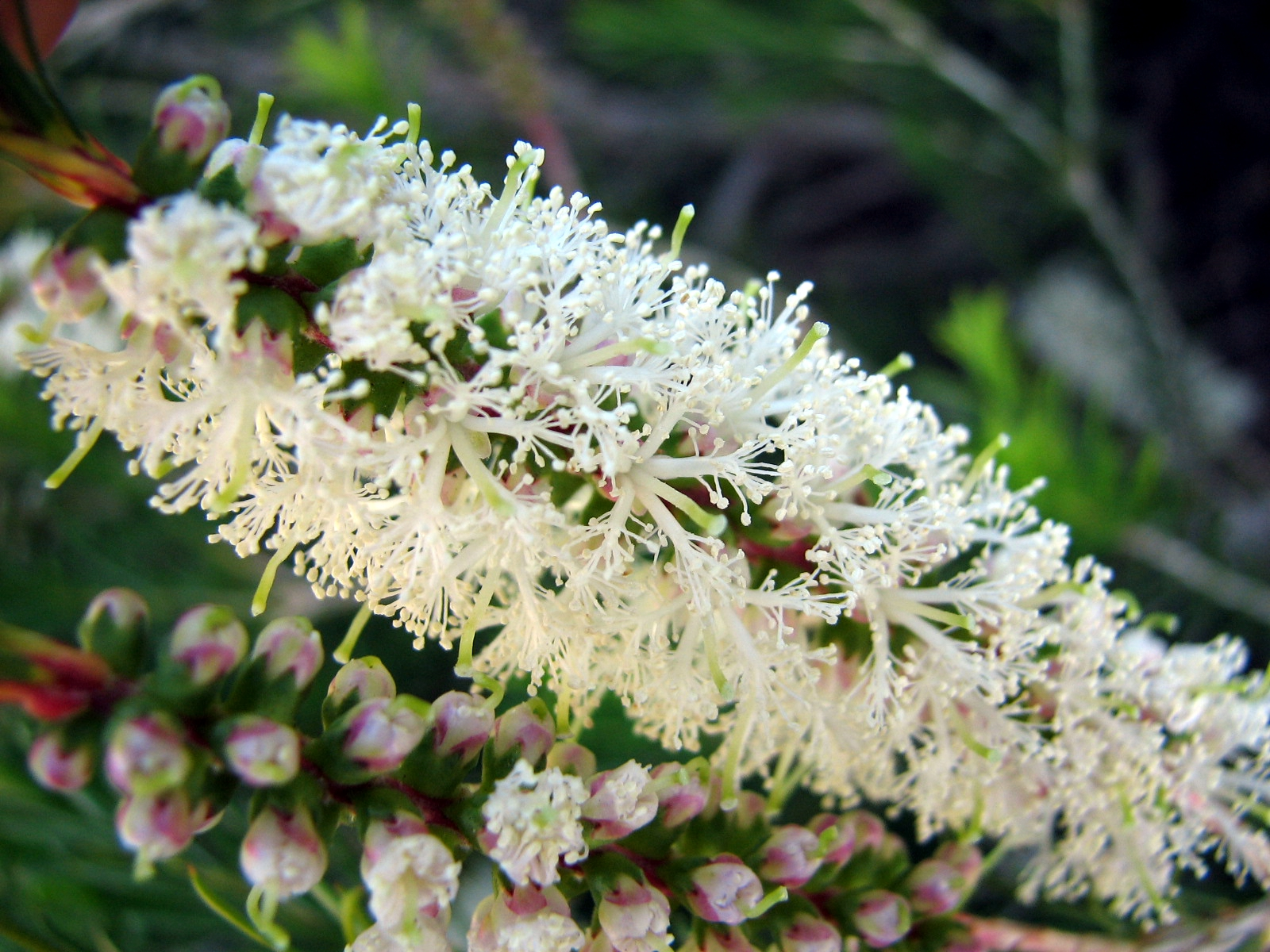
Hoa của Melaleuca armillaris

## Hình ảnh

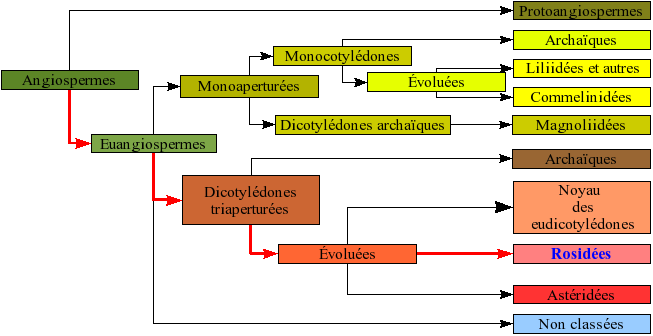
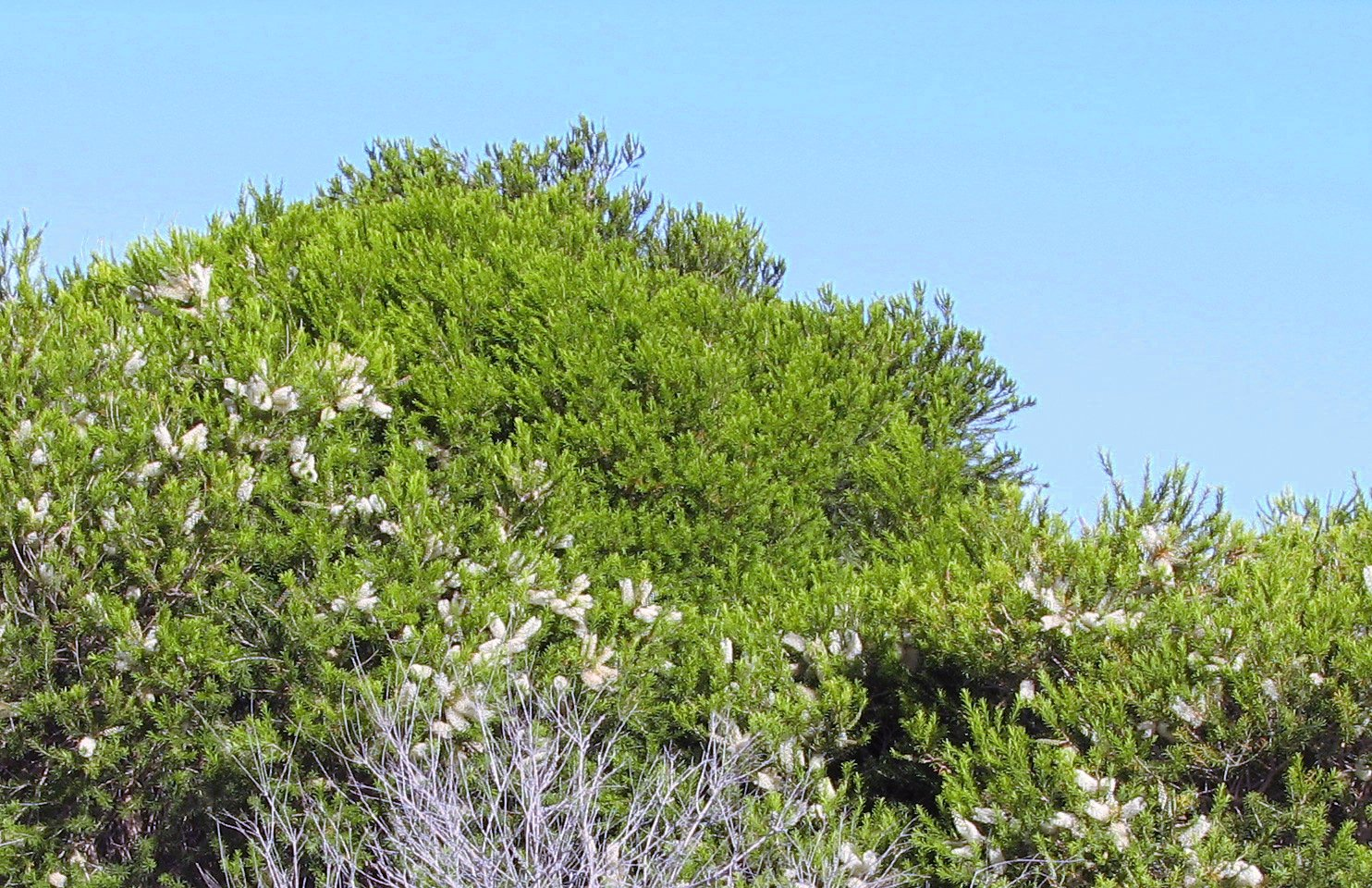